# آشیانه (فیلم ۲۰۱۰)
آشیانه (به هندی: Aashayein) فیلمی محصول سال ۲۰۱۰ و به کارگردانی ناگش کوکونور است. در این فیلم بازیگرانی همچون جان آبراهام، سونال سگال، پراتکشا لونکار، گیریش کارناد، فریده جلال، آنایتا نایر، شریاس تالپاده ایفای نقش کرده‌اند.

## داستان
راهول شارما(جان آبراهام) جوان موفقی است که با زحمت زیاد خود را به موفقیت در زندگی نزدیک کرده‌است و حتی به تازگی از دوست دختر خودش تقاضای ازدواج کرده‌است. اما در آستانه این موفقیت در زندگی شخصی و همچنین شغلی به او خبر ناگواری داده می‌شود او به سرطان ریه مبتلا شده‌است و همین موضوع باعث خشم و ناامیدی او نسبت به زندگی می‌شود و…